# Vlag van Vilvoorde
De vlag van Vilvoorde werd door de gemeenteraad op 8 september 1982 officieel vastgesteld als de gemeentelijke vlag van de Vlaams-Brabantse gemeente Vilvoorde. Op 1 april 1985 werd hij door het Bestuur van Vlaanderen bevestigd en uiteindelijk gepubliceerd op 8 juli 1986 in het officiële Belgisch Staatsblad.
Officieel wordt de vlag beschreven als:
Rood met een geel vrijkwartier.
De vlag is de banier dat op het gemeentewapen staat; de banier toont het oudst bekende wapen van Vilvoorde. Ook zijn de kleuren van de vlag afkomstig op het gemeentewapen. 

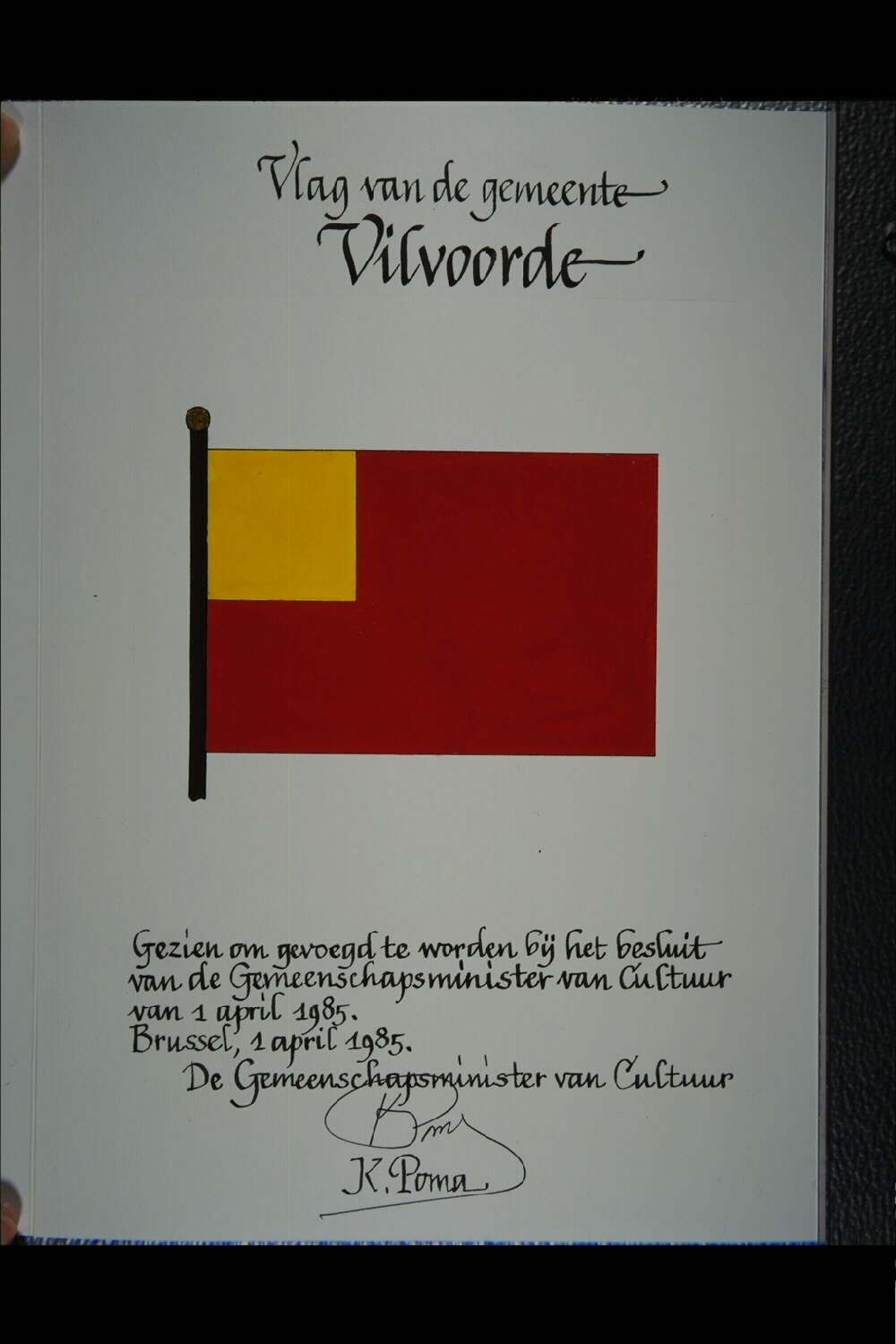
Ontwerp vlag getekend door Karel Poma
Vlag voor 1986